# Palácio de Ferro
El Palácio de Ferro és un edifici històric de Luanda, a Angola, que es creu que va ser dissenyat i construït per Gustave Eiffel o bé per algú relacionat amb ell. En 2016 fou restaurat i s'hi acullen exposicions sobre l'obra d'Eiffel.

## Estructura
L'edifici posseeix una decoració original en filigrana metàl·lica i té unes belles baranes que li donen la volta, per la qual raó es considera el millor exemplar d'arquitectura de ferro a Angola.

## Origen
La història de l'edifici és envoltada de misteri, ja que no hi ha registres del seu origen. És acreditat que l'estructura de ferro forjat havia estat construïda en la dècada del 1880 o 1890 a França com a pavelló per a una exposició, i posteriorment desmuntada i transportada en vaixell amb destí probable a Madagascar. Hi ha algunes especulacions sobre la forma com va arribar a Angola. Segons algunes fonts, el navili que el portava va ser desviat de la ruta pel Corrent de Benguela, naufragant a la Costa dels Esquelets en territori angolès. Altres fonts indiquen que va acabar per ser desembarcat a Luanda i venut en subhasta pública, fou adquirida per la Companyia Comercial d'Angola que, de fet, va adquirir el Palácio de Ferro a finals del segle xix / principis del segle xx. La Companhia Comercial de Angola era la principal empresa a Àfrica a finals del segle xix, propietat d'António de Sousa Lara, João Ferreira Gonçalves (Ferreira Marques & Fonseca) i Bensaude.

## Ús
Durant el període colonial l'edifici gaudia d'un gran prestigi i fou usat com a centre d'art. Després de la independència d'Angola i la subseqüent Guerra Civil angolesa, el palau restà en ruïnes i l'espai dels voltants fou transformat en una zona per aparcar vehicles.
Després de la restauració, efectuada en 2009 per l'empresa de construcció Odebrecht, gràcies al finançament de l'empresa diamantífera angolesa Endiama, fou restaurat del tot i entregat al Ministeri de Cultura d'Angola que inicialment tenia pensat dedicar l'espai o bé a un museu dels diamants o bé a un restaurant, encara que el més probable era la constitució d'un centre cultural o seu del propi Ministeri de Cultura.